# Tawendaliha
Tawendaliha (chinesisch 塔温搭里哈遗址, Pinyin Tǎwēndālǐhā yízhǐ) ist eine archäologische Stätte einer bronzezeitlichen Kultur in der Gemeinde Balong 巴隆乡 des Kreises Dulan des Autonomen Bezirks Haixi der Mongolen und Tibeter am südlichen Rand des Qaidam-Beckens (Chaidamu Pendi). Sie wird auf die Zeit von 2000 bis 256 v. Chr. datiert und der Nuomuhong-Kultur (Nuomuhong wenhua) zugerechnet.
Sie steht seit 2001 auf der Liste der Denkmäler der Volksrepublik China (5-127).